# Puchar Świata w Chodzie Sportowym 1973
6. Puchar Świata w Chodzie Sportowym – zawody lekkoatletyczne, które odbyły się w dniach 12–13 października 1973 w Lugano.

## Rezultaty

### Mężczyźni
|               | 1. miejsce         | Rezultat | 2. miejsce             | Rezultat | 3. miejsce      | Rezultat |
| Chód na 20 km | Hans-Georg Reimann | 1:29:31  | Karl-Heinz Stadtmüller | 1:29:36  | Ron Laird       | 1:30:45  |
| Chód na 50 km | Bernd Kannenberg   | 3:56:51  | Otto Barcz             | 3:57:11  | Christoph Höhne | 3:57:26  |
| Drużynowo     | NRD                | 139 pkt  | ZSRR                   | 134 pkt  | Włochy          | 104 pkt  |